# Байдац, Йоси
Йоси Байдац (ивр. יוסי ביידץ‎; род. 14 апреля 1961, Явнеэль, Израиль) — генеральный директор израильской некоммерческой организации «Центр образовательных технологий» («Матах»); генерал-майор запаса Армии обороны Израиля.

## Биография
Йоси Байдац родился в 1961 году в Явнеэле на севере Израиля в семье Ури и Диклы Байдац. Отец Байдаца, Ури (20 февраля 1927 — 7 июля 2025), был боевым офицером в Армии обороны Израиля, дослужившим до звания бригадного генерала, а после выхода в отставку возглавлял более 20 лет Управление природы и парков Израиля.

### Военная карьера
В 1980 году Йоси Байдац был призван на службу в Армии обороны Израиля. Байдац стремился поступить на службу бойцом в специальном подразделении «Сайерет Маткаль», вслед за своим братом Шломо, офицером подразделения, погибшим около Исмаилии 22 октября 1973 года в ходе Войны Судного дня, однако в самом начале службы был ужален пчелой, что вызвало крайне резкую реакцию организма и вынудило Байдаца перейти на штабную службу в сфере военной разведки.
Байдац исполнял ряд должностей, помимо прочего, должности начальника разведывательного отдела (ивр. קמ"ן‎) подразделения «Сайерет Маткаль», главы отдела северного фронта Отдела разведанализа Управления разведки армии и начальника разведывательного отдела Северного военного округа. С 2000 по 2001 год был также приглашённым исследователем (англ. Visiting research fellow) в Вашингтонском институте ближневосточной политике.
7 июня 2006 года был назначен главой Отдела разведанализа (ивр. חטיבת המחקר‎) Управления разведки Генштаба армии, сменив на посту бригадного генерала Йоси Купервассера.
Байдац был известен своими аналитическими сводками в отношении региональной безопасности, включая сводки об угрозах развития иранской ядерной программы и о сирийских поставках вооружений ливанской организации «Хезболла». В соответствии с публикацией в рамках проекта WikiLeaks Байдац также находился в прямой связи с посольством США в Израиле в вопросах, связанных с национальной безопасностью Израиля.
Сообщалось, что в ходе Второй ливанской войны Байдац послал премьер-министру Эхуду Ольмерту личное письмо с предупреждением о возможных последствиях расширения наземной операции в Ливане, что вызвало неодобрение со стороны Начальника Генштаба Дана Халуца.
В июне 2012 года Байдац передал управление Отделом разведанализа бригадному генералу Итаю Барону, а 12 декабря 2011 года Байдацу было присвоено звание генерал-майора, и он был назначен на должность командира Военных колледжей Армии обороны Израиля, сменив на посту генерал-майора Гершона Ха-Коэна.
Байдац исполнял должность командира Военных колледжей до 17 августа 2015 года, после чего передал пост генерал-майору Тамиру Хайману накануне выхода в запас из армии.

### После выхода в запас
В 2016 году после выхода в запас из армии Байдац был приглашённым научным сотрудником (англ. visiting fellow) в Брукингском институте в США.
В августе 2018 года Байдац вступил на должность генерального директора израильской некоммерческой организации «Центр образовательных технологий» («Матах») (ивр. מטח‎), занимающейся продвижением образования посредством внедрения технологий в педагогические процессы.
Байдац является представителем Министерства обороны в «Комиссии-тройке» (ивр. ועדת השלושה‎), предназначенной для неформального рассмотрения разногласий между органами израильской военной цензуры и представителями СМИ.

### Образование и личная жизнь
За время службы в армии Байдац получил степень бакалавра Еврейского университета в Иерусалиме (в области агрономии) и степень магистра делового администрирования Тель-Авивского университета.
Женат, отец троих детей.

## Публикации
- Yossi Baidatz, Hizballah’s Kidnapping: An Opportunity to Test Bashar Al-Asad (Йоси Байдац, «Похищение „Хезболлой“: возможность проверить Башара Асада»), The Washington Institute for Near East Policy (14.10.00) (Архивная копия от 10 июля 2021 на Wayback Machine) (англ.)
- Yossi Baidatz, From Sheba’a to al-Quds: The Evolution of Hizballah (Йоси Байдац, «От ферм Шебаа до Аль-Кудса: Эволюция „Хезболлы“»), The Washington Institute for Near East Policy (15.12.00) (Архивная копия от 14 мая 2024 на Wayback Machine) (англ.)
- Yossi Baidatz, Lebanon: Between Hong Kong and Hanoi (Йоси Байдац, «Ливан: между Гонконгом и Ханоем»), The Washington Institute for Near East Policy (9.3.01) (Архивная копия от 13 мая 2025 на Wayback Machine) (англ.)
- Yossi Baidatz, Hariri in Washington (Йоси Байдац, «Харири в Вашингтоне»), The Washington Institute for Near East Policy (23.4.01) (Архивная копия от 14 мая 2024 на Wayback Machine) (англ.)
- Yossi Baidatz, Bashar’s First Year: From Ophthalmology to a National Vision (Йоси Байдац, «Первый год Башара: от офтальмологии до национального видения»), The Washington Institute for Near East Policy (август 2001) (Архивная копия от 10 июля 2021 на Wayback Machine) (англ.)
- יוסי בידץ ודימה אדמסקי התפתחות הגישה הישראלית להרתעה — דיון ביקורתי בהיבטיה התאורטיים והפרקטיים עשתונות 8, אוקטובר 2014 (Йоси Байдац и Дима Адамский, «Развитие израильского подхода к сдерживанию — критическая дискуссия в отношении теоретических и практических аспектов», «Эштонот» № 8 (октябрь 2014)) (Архивная копия от 4 апреля 2018 на Wayback Machine) (иврит)
- Yossi Baidatz, Strategy as a learning process: An Israeli case study for the new administration (Йоси Байдац, «Стратегия как процесс обучения: тематическое исследование Израиля для новой администрации»), Брукингский институт (29.11.16) (Архивная копия от 7 августа 2020 на Wayback Machine) (англ.)